# Endasys magnocellus
Endasys magnocellus là một loài tò vò trong họ Ichneumonidae.